# Muehlbergella oweriana
Espèce
Classification phylogénétique
Statut de conservation UICN

 CR B1ab(ii,iii,v) : 
En danger critique
Muehlbergella oweriana est une espèce de plantes de la famille des Campanulaceae endémique du Daghestan dans le Caucase du Nord en Russie.
Elle est parfois aussi nommée Edraianthus owerinianus.
Plante en coussin de 5 à 10 cm, du Caucase, sur fissures et éboulis calcaire.